# Cochlorhinus opertus
Cochlorhinus opertus är en insektsart som beskrevs av Bliven 1955. Cochlorhinus opertus ingår i släktet Cochlorhinus och familjen dvärgstritar. Inga underarter finns listade i Catalogue of Life.